# Enrico Benzing
Enrico Benzing (* 17. Juni 1932 in Mailand) ist ein italienischer Ingenieur und Journalist und Sohn des Schriftstellers Mario Benzing.

## Leben
Nach dem Studium der Ingenieurwissenschaften und der Aerodynamik schrieb er in der Tageszeitung „La Gazzetta dello Sport“ als Verantwortlicher der Motoren-Seiten und Reporter der Formel-1-Rennen. Seit 1974 schreibt er für die von Indro Montanelli gegründete Tageszeitung „Il Giornale“. Er war technischer Beauftragter des italienischen Motorradvereins bei manchen Motorradtouren und er vertrat Italien von 1978 bis 1980 in der Technischen Kommission der FIA.
Benzing veröffentlichte zwölf Bücher, darunter Monographien von mehreren Wagen und wissenschaftliche Abhandlungen über Rennmotorentechnik und Aerodynamik; ein Traktat über die Beziehungen zwischen Aerodynamik und Leistung in der Formel 1; und einen neuen bebilderten Kommentar über das aktuelle Reglement der Formel 1.
Als Experte für Aerodynamik entwarf er viele Flügel für Rennwagen, auch für die Formel 1. Er entwickelte ein Programm zur Entschlüsselung der geheimen Leistungsdaten von Formel-1-Motoren. Motorjournalisten vertrauen seinen sehr genauen Angaben mehr als den Angaben der Hersteller.